# Operacja Ranger (1951)

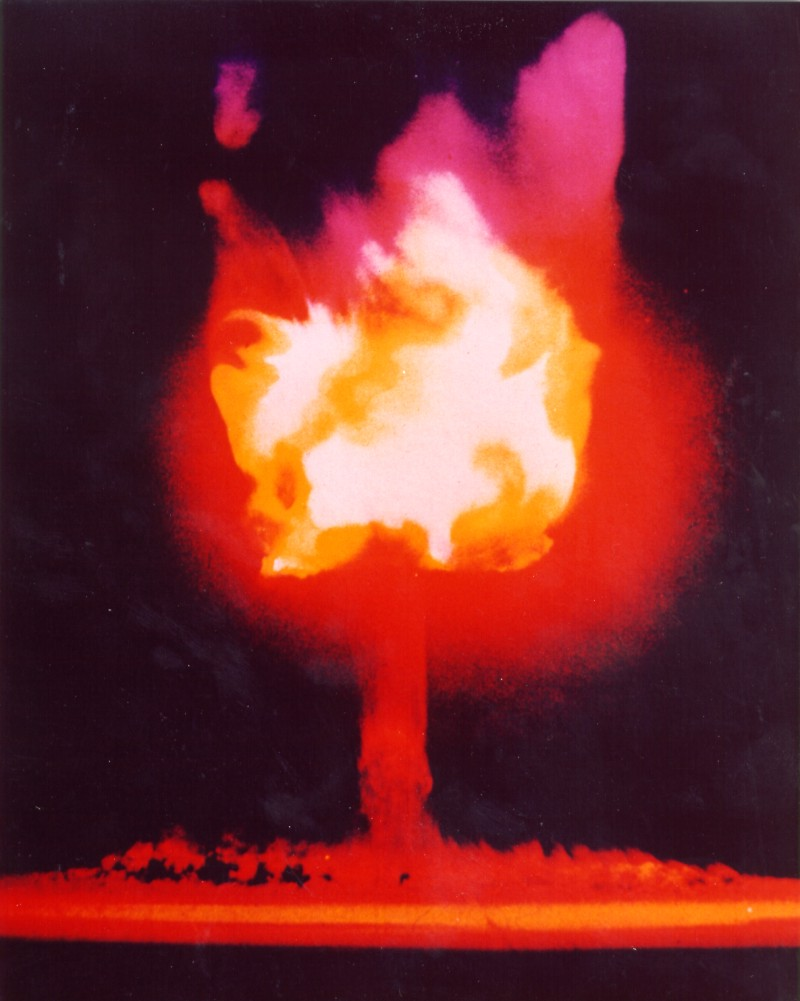
Eksplozja Fox

Operacja Ranger – czwarta seria amerykańskich testów broni atomowej, która odbyła się na początku 1951 roku. Jako pierwsza seria testów broni atomowej miała miejsce na Poligonie Atomowym w Nevadzie. Wszystkie eksplozje ładunków wykonano w atmosferze poprzez zrzucenie z bombowców B-50.
Testy miały na celu sprawdzenie praktycznego wykorzystania broni atomowej drugiej generacji, która była oparta na mniejszej ilość materiałów nuklearnych. Początkowo operacja miała mieć kryptonim "Faust".
| Nazwa testu | Data             | Miejsce        | Siła wybuchu |
| ----------- | ---------------- | -------------- | ------------ |
| Able        | 27 stycznia 1951 | Poligon Nevada | ⅛ kilotony   |
| Baker       | 28 stycznia 1951 | Poligon Nevada | 8 kiloton    |
| Easy        | 1 lutego 1951    | Poligon Nevada | 1 kilotona   |
| Baker 2     | 2 lutego 1951    | Poligon Nevada | 8 kiloton    |
| Fox         | 6 lutego 1951    | Poligon Nevada | 22 kiloton   |

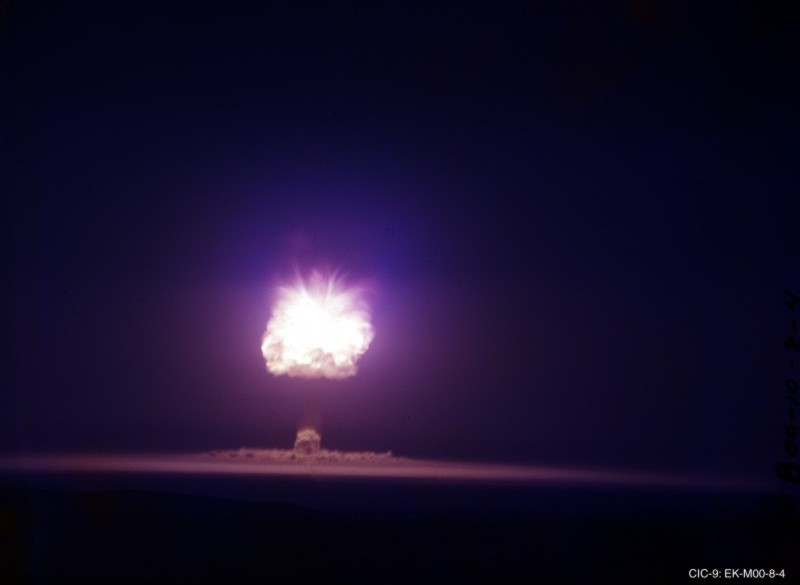
Eksplozja Fox
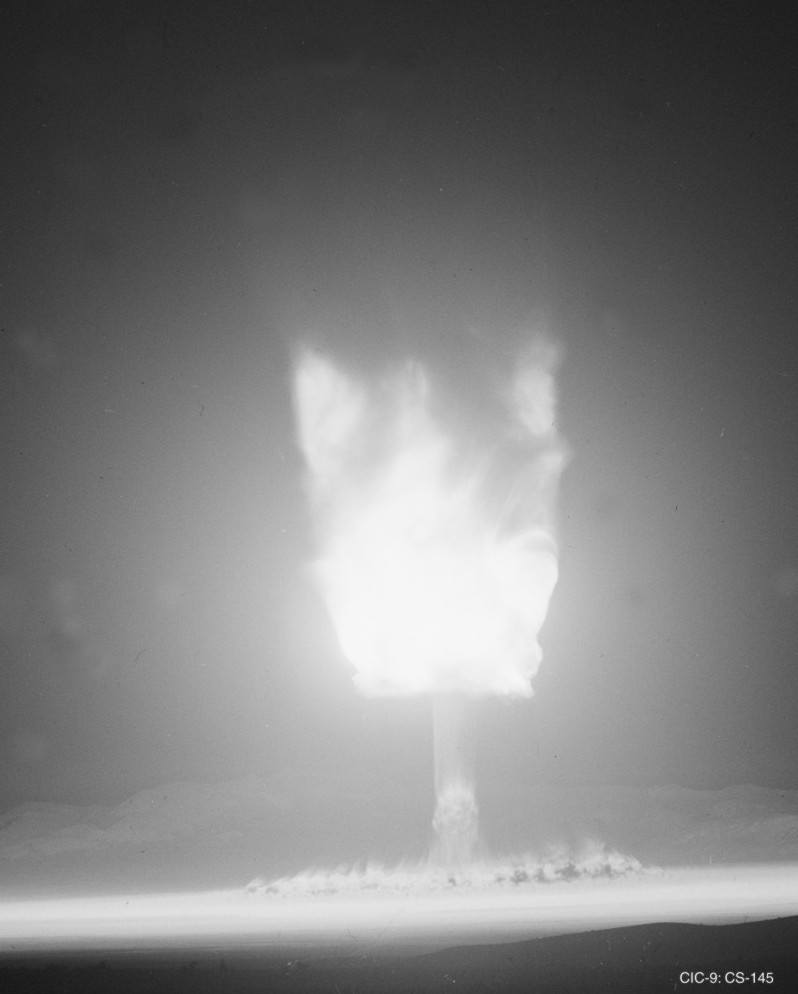
Eksplozja Fox
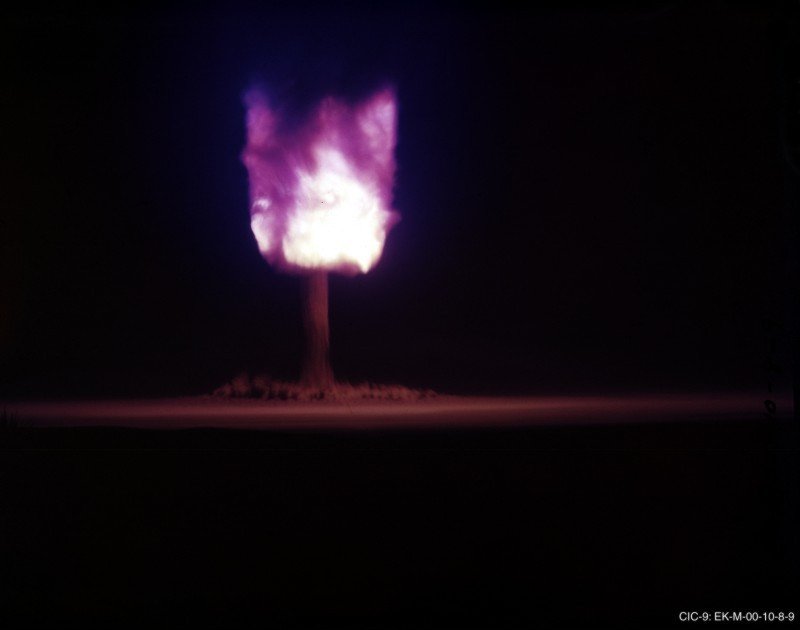
Eksplozja Fox